# Thymbra
Thymbra es un género con trece especies de plantas con flores perteneciente a la familia Lamiaceae. Es originario de Grecia hasta el oeste de Irán.

## Especies seleccionadas
En las taxonomías recientes cuenta con solo siete especies.
| - Thymbra ambigua - Thymbra calostachya - Thymbra capitata - Thymbra caroliniana - Thymbra cephalota - Thymbra ciliata - Thymbra hirsuta | - Thymbra hirsutissima - Thymbra neurophylla - Thymbra sintenisii, sinónimo Thymus serpyllum - Thymbra spicata - Thymbra verticillata - Thymbra zotas |